# Xisco Nadal

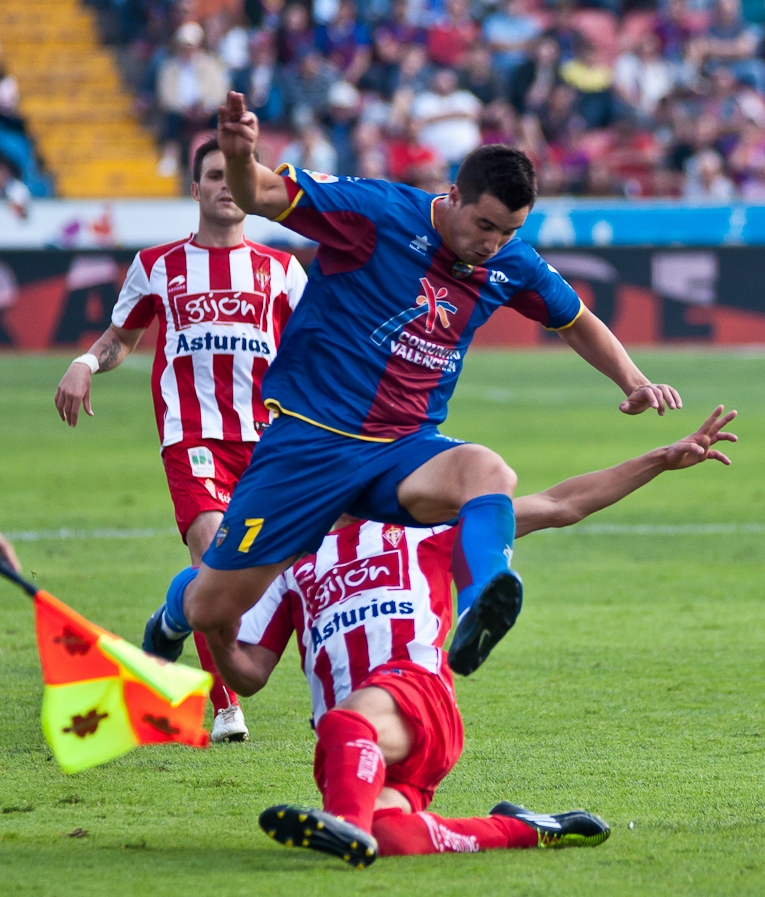

Francisco Nadal Matorell (Palma de Mallorca, 27 juni 1986), kortweg Xisco, is een Spaans voormalig profvoetballer. Hij speelde tussen 2008 en 2011 bij Levante UD. Sinds 11 september 2011 speelt Xisco bij het Valenciaanse Alqueries, dat op provinciaal niveau uitkomt.

## Clubvoetbal
Xisco speelde van 2001 tot 2003 in het tweede elftal van Villarreal CF. Hij debuteerde op 2 februari 2003 voor Villarreal CF in de Primera División in de uitwedstrijd tegen CA Osasuna. Zijn eerste doelpunt maakte de aanvaller op 15 juni 2003 tegen RCD Espanyol. Hij werd daarmee de jongste speler die ooit scoorde in de Primera División.Xisco startte het seizoen 2003/2004 bij het eerste elftal, maar halverwege werd hij vanwege een gebrek aan speelkansen verhuurd aan CD Numancia. Het volgende seizoen kwam de aanvaller wederom weinig tot spelen bij Los Submarinos Amarillos en een huurperiode bij Real Murcia volgde. Op 22 november 2005 maakte Xisco zijn debuut in de UEFA Champions League. Hij verving in de uitwedstrijd tegen Manchester United in de tweede helft Luciano Figueroa. Het was tot nu toe zijn enige wedstrijd in het hoogste Europese toernooi. In het seizoen 2006/2007 speelde Xisco op uitleenbasis bij Hércules CF in de Segunda División A. In januari 2008 werd hij verkocht aan Granada 74 CF. Sinds juli 2008 speelt hij voor Levante UD. Daar speelde hij 3 jaar waarna hij in september 2011 stopte met profvoetbal en voor Alqueries tekende. Bij Levante maakte hij 5 doelpunten in 90 wedstrijden.

### Statistieken
| seizoen    | club          | land   | competitie         | wed. | goals |
| ---------- | ------------- | ------ | ------------------ | ---- | ----- |
| 2002/03    | Villarreal CF | Spanje | Primera División   | 5    | 1     |
| 2003/04    | Villarreal CF | Spanje | Primera División   | 7    | 1     |
| 2003/04    | CD Numancia   | Spanje | Segunda División A | 15   | 1     |
| 2004/05    | Villarreal CF | Spanje | Primera División   | 4    | 0     |
| 2004/05    | Real Murcia   | Spanje | Segunda División A | 6    | 1     |
| 2005/06    | Villarreal CF | Spanje | Primera División   | 4    | 1     |
| 2006/07    | Hércules CF   | Spanje | Segunda División A | 16   | 1     |
| 2007/08    | Granada 74 CF | Spanje | Segunda División A | 14   | 1     |
| 2008/09    | Levante UD    | Spanje | Segunda División A | 5    | 2     |
| Bijgewerkt | 24-01-2009    |        |                    |      |       |

## Trivia
- Jongste doelpuntenmaker in de geschiedenis van de Primera División, tot op heden ten dage loopt dat record nog steeds.
- Op 26-jarige leeftijd komt hij uit in de Valenciaanse provinciale competitie.

## Nationaal elftal
Xisco was in 2003 verliezend finalist met Spanje op het Europees kampioenschap Onder-17.